# Pamela Charlette

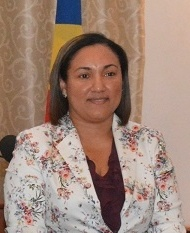
Pamela Charlette.

Pamela Charlette ist eine Politikerin in den Seychellen. Sie diente als Minister of Habitat, Lands, Infrastructure, and Land Transport zwischen dem 27. April 2018 und 3. November 2020.
Davor diente Charlette als Minister of Fisheries and Agriculture vom 7. Juli 2017 bis 27. April 2018, nachdem sie als Principal Secretary für Entrepreneurial Development and Business Innovation (Unternehmerische Entwicklung und Geschäftsinnovation) eingesetzt gewesen war.